# Mud Lake (sjö i Antarktis)
Mud Lake är en sjö i Antarktis. Den ligger i Sydshetlandsöarna. Argentina, Chile och Storbritannien gör anspråk på området. Mud Lake ligger 85 meter över havet.